# The Balcony
Pour les articles homonymes, voir Le Balcon.
Pour plus de détails, voir Fiche technique et Distribution.
The Balcony est un film américain réalisé par Joseph Strick, sorti en 1963. Il est inspiré de la pièce Le Balcon de Jean Genet.

## Synopsis
Dans un pays fictif balayé par une révolution, la gérante d'un bordel satisfait tous les fantasmes érotiques de chacun de ces clients.

## Fiche technique
- Titre : The Balcony
- Réalisation : Joseph Strick
- Scénario : Ben Maddow d'après Le Balcon de Jean Genet
- Photographie : George J. Folsey
- Montage : Chester W. Schaeffer
- Musique : Igor Stravinsky
- Pays d'origine :  États-Unis
- Format : Noir et blanc - Mono
- Genre : Film dramatique
- Date de sortie : 1963

## Distribution
- Shelley Winters : Madame Irma
- Peter Falk : Chef de la police
- Lee Grant : Carmen
- Peter Brocco : Juge
- Joyce Jameson : Pénitente
- Jeff Corey : Évêque
- Ruby Dee : Voleur
- Leonard Nimoy : Roger
- Kent Smith : Général

## Récompenses et distinctions

### Nominations
- Nomination à l'Oscar de la meilleure photographie (catégorie Noir et Blanc) lors de la 36e cérémonie des Oscars.